# Bayers
Bayers era una comuna francesa situada en el departamento de Charente, de la región de Nueva Aquitania, que el uno de enero de 2017 pasó a ser una comuna delegada de la comuna nueva de Aunac-sur-Charente al fusionarse con las comunas de Aunac y Chenommet.

## Demografía
| Gráfica de evolución demográfica de Bayers entre 1800 y 2014 |
|                                                              |

Los datos demográficos contemplados en este gráfico de la comuna de Bayers se han cogido de 1800 a 1999 de la página francesa EHESS/Cassini, y los demás datos de la página del INSEE.